# Thiinae
De Thiinae vormen een onderfamilie van krabben (Brachyura) uit de familie Thiidae.

## Geslachten
De Thiinae omvat slechts één geslacht: 
- Thia Leach, 1816